# Агулы
Агу́лы, агу́льцы (самоназвание: агул. агъулар , лезг. агъулар) — один из малочисленных лезгинских народов. Исторически одна из этнографических групп лезгин и один из коренных народов Кавказа, проживающий в центральной части юго-востока Дагестана (Агульский, Курахский, Табасаранский и Дербентский районы). Верующие агулы — мусульмане-сунниты (шафиитский мазхаб).
Агулы, как и другие народности лезгинской группы, в этнокультурном отношении близки другим народам Дагестана. Предки этих народностей исторически входили в состав многоплемённого государственного объединения — Кавказской Албании, и были известны под общим именем «леков», «албанов» и «лезгинов».

## Этноним
В прошлом, агулы не имели единого этнонима, а в разные исторические периоды были известны как албаны, леки, лезгины.
Этноним «агулы» произошёл от географического названия местности (ущелья), в которой компактно живут агулы — Агул-дере (Агъул-дере). В  прошлом не все агулы, однако, себя именовали агъулар. Так, например, жители Кушан-дере себя называли кьушанар, а жители Керен-дере — кIеренар. Лишь в советский период все жители трёх обществ (Агул-дере, Кушан-дере, Керен-дере) официально стали именоваться агулами.

## История

### Древность
Предки агулов исторически входили в состав многоплемённого государственного объединения — Кавказской Албании, и были известны под общим именем «леков», «албанов (агванов)». На территории Агульского района, близ села Буркихан, сохранились развалины, называемые жителями «Алпан».

### Средние века
В Раннем Средневековье агулы входили в состав политического объединения «Лакз».

### Кавказская война
Среди агулов передаётся рассказ о сражение 11 июля 1851 года между отрядами князя Аргунтинского и Хаджи-Мурата. Отряд бесстрашного наиба потерпел поражение. Два кладбища павших в бою мюридов в Агульском районе напоминает о Кавказской войне.

## Язык
По переписи 2021 года агульским языком владеют 20 563 человека, из них 18 306 — в Дагестане. Агульцы, как правило, трёхъязычны: владеют русским, лезгинским и собственно агульским языками. Несмотря на малочисленность носителей языка, в нём выделяется несколько наречий, что связано как с географической изоляцией отдельных групп агулов, так и с традициями эндогамии.
В конце XIX века агульский язык изучал Р. Эркерт (публикация 1895 года на немецком языке), в начале XX века — А. Дирр (публикация 1907 года на русском языке). Оба они в Агуле не были. Эркерт пользовался материалами, собранными другими исследователями, а Дирр опрашивал двух информаторов (находясь в Темир-Хан-Шура). Оба они выделяли в агульском языке два диалекта: собственно агульский и кошанский.
В 1933—1934 годах в составе Дагестанской лингвистической экспедиции АН СССР агульский язык изучал на месте в Агуле Р. М. Шаумян. Он обследовал аулы и выделил четыре диалекта агульского языка:
- собственно агульский,
- керенский,
- кушанский,
- гекхюнский (буркиханский).

Шаумян обратил внимание на то, что расселение агулов по ущельям не всегда совпадает с их племенным (языковым) делением. Он приводит такой состав указанных диалектов по говорам:
1. к собственно агульскому диалекту относятся говоры следующих аулов: Кураг, Дулдуг, Тпиг, Цирхе, Миси, Хутхул, Гоа, Дуруштул, Яркуг;
2. керенский диалект: Рича, Бедюк, Курдал, Усуг, Хвередж, Укуз и отчасти Хпюк;
3. кушанский диалект: Буршаг, Арсуг, Худиг, сюда же примыкает говор аула Фите;
4. гекхюнский диалект стоит особняком, его особенности ограничиваются говором одного аула Буркихан (Гехъуьн).

Говоры аулов Хпюк и Фите, по определению Шаумяна, являются промежуточными, приближающимися к тому или другому диалекту. Приблизительно такого же типа и говор аула Цирхе, который по своей лексике очень близок к кушанскому диалекту, но по основным морфологическим признакам входит в состав собственно агульского диалекта"
В 1990 году была создана агульская письменность, с 1992 года агульский язык изучается в школе. На русском и агульском языках выходит районная газета «Вести Агула».
Литература агулов начала складываться в 1990-х годах.

## Расселение
По переписи населения 2010 года в России проживало 34,2 тыс. агулов, из них в Дагестане — 28,1 тыс. (в том числе более 10 тыс. — в Агульском районе), в Ставропольском крае — 1,7 тысяч. Живут в центральной части юго-восточного Дагестана в труднодоступных ущельях Агульского и Курахского районов, а также в городах. Составляют 92,6 % населения Агульского района по переписи 2010 года.
Переселенцы 1960-х годов проживают в прибрежном Дербентском районе и селении Дружба Каякентского района.
Кроме того, в Табасаранском районе агулы живут в селении Гелинбатан (Ново-Фите). Среди агулов — 67 % сельских жителей: 21 исторический аул расположен в верхнем течении рек Чирагчай, Курах. Агулы-горожане живут в посёлках Шамхал (гор. округ Махачкала), Тюбе (Кумторкалинский район), Мамедкала (Дербентский район) в городах Махачкала, Дербент, Каспийск и Дагестанские Огни.

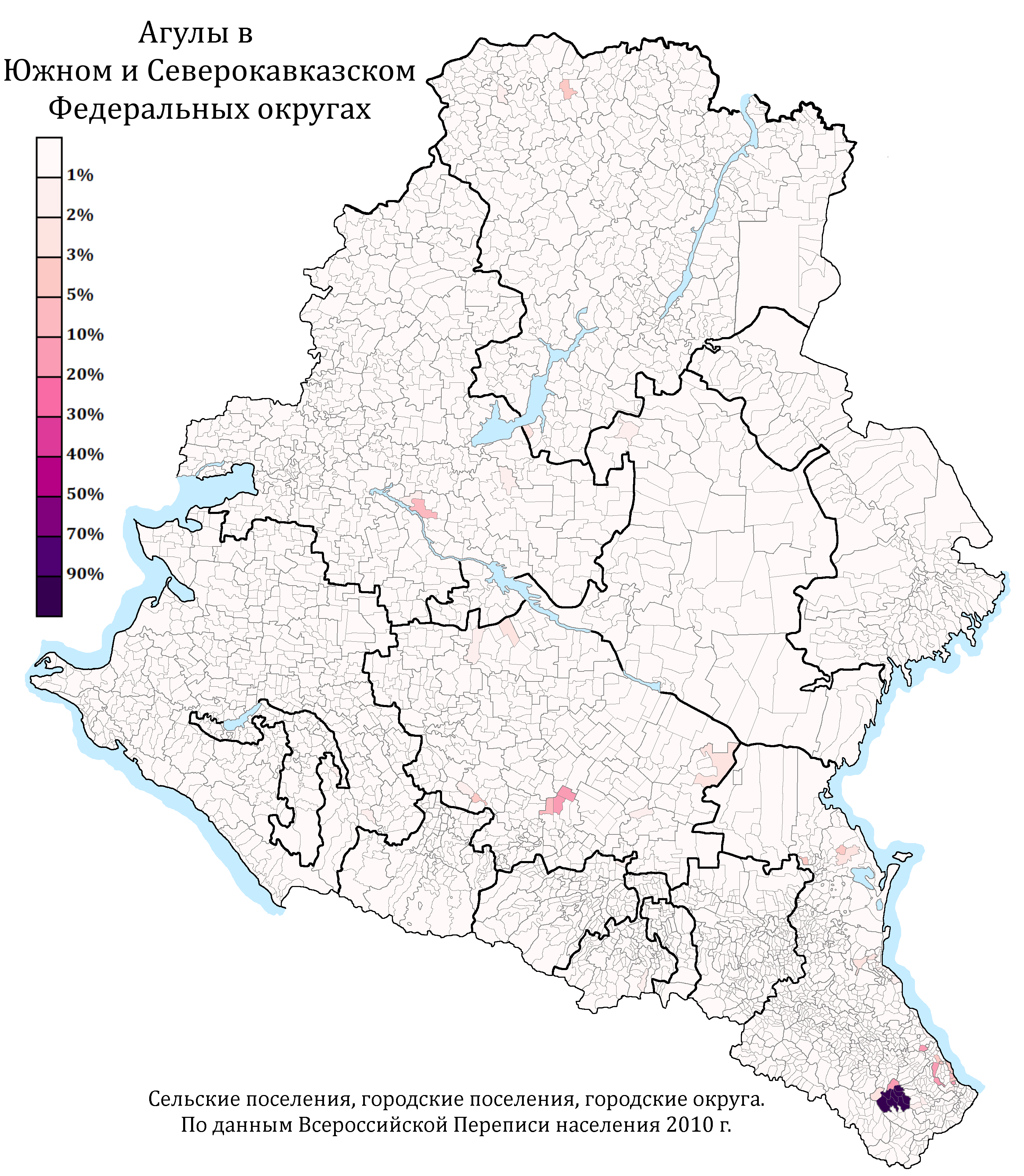
Расселение агулов в ЮФО и СКФО по городским и сельским поселениям в %, перепись 2010 г.
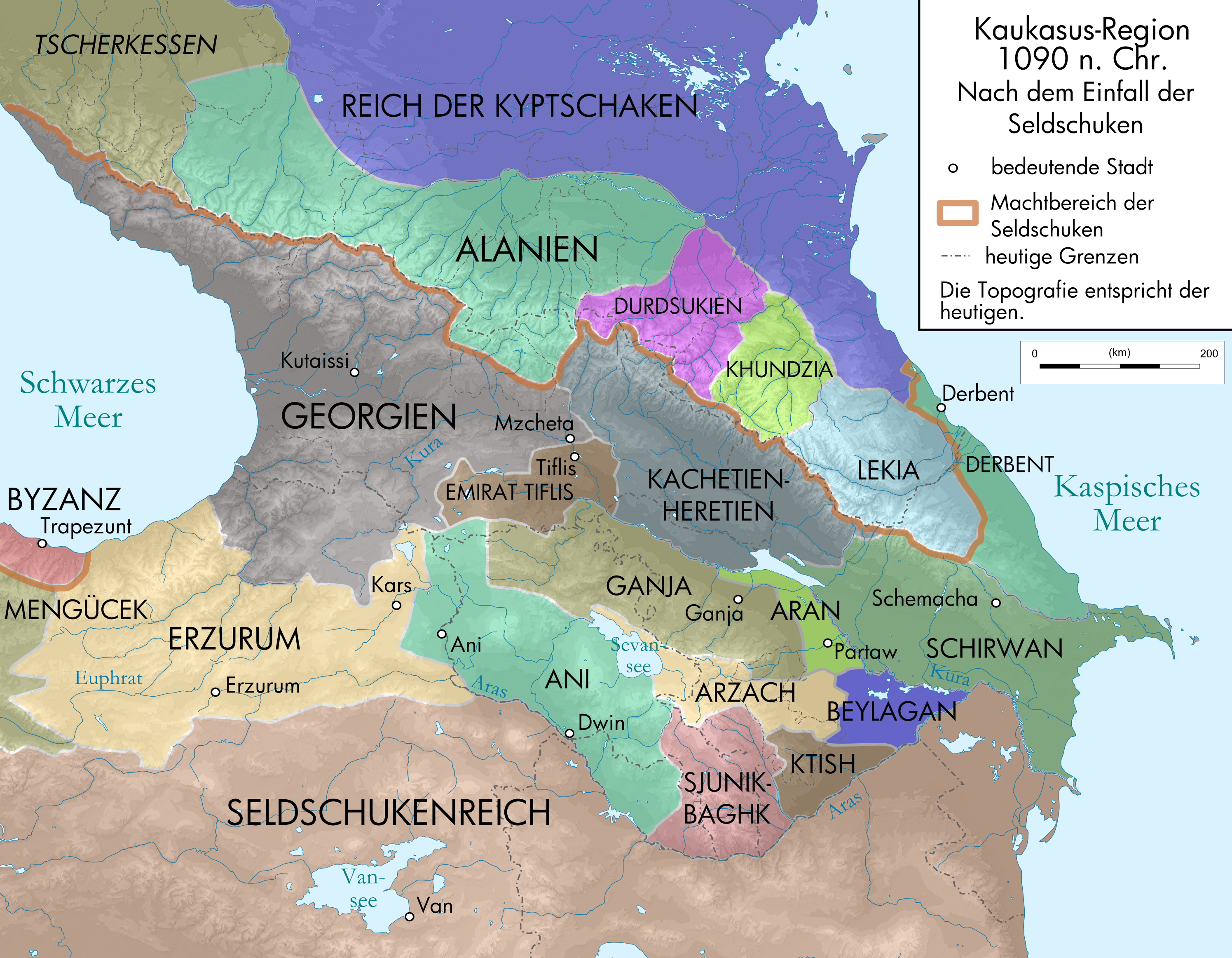
Лекия в XI—XII веках
Карта Восточного Кавказа, составленная этногрофом И. Г. Гербером в 1728 году
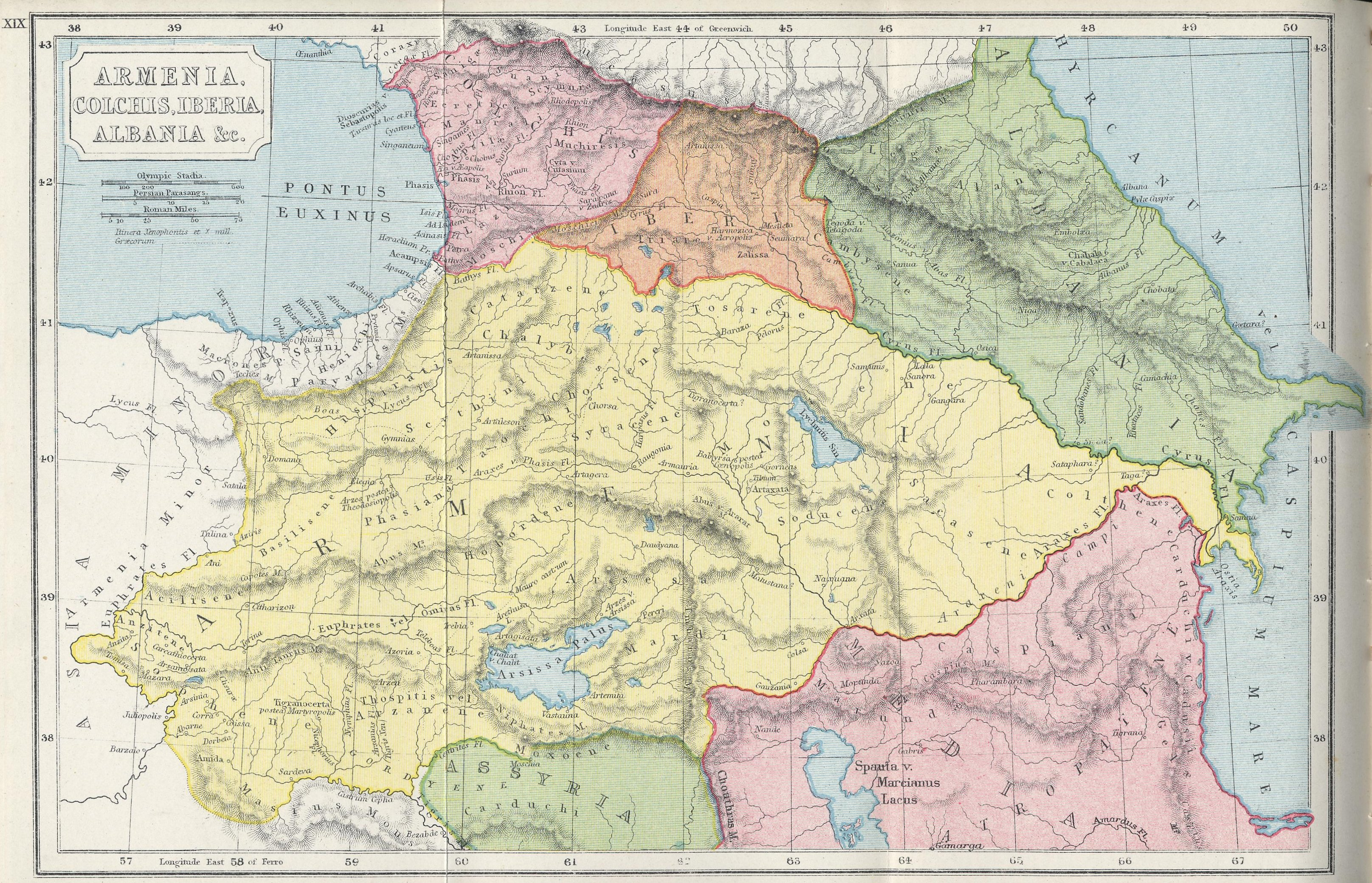
Кавказская Албания (выделена зелёным цветом) в начале нашей эры. Из «Атласа классической и античной географии» Сэмюэля Батлера, XIX век